# Chilton (Durham)
Pour les articles homonymes, voir Chilton.
Chilton est une ville du comté de Durham, en Angleterre.

## Personnalités liées à la ville
- Charlie Wayman (1922-2006), footballeur et entraîneur de football, y est né.